# Liste des abbés de Saint-Étienne de Caen
Liste des abbés de Saint-Étienne de Caen, abbaye plus connue sous le nom d'abbaye aux Hommes de Caen. Cette liste des 45 abbés fut établie au milieu du XIXe siècle par Célestin Hippeau.

## XIesiècle
- 1066 - 1070 : Bienheureux Lanfranc
- 1070 - 1079 : Guillaume Bonne-Âme, devenu archevêque de Rouen (1079-1110)
- 1079 - 1101 : Gilbert

## XIIesiècle
- 1101 - 1108 : Robert Ier
- 1108 - 1140 : Eudes Ier
- 1140 - 1151 : Alain Ier
- 1151 - 1156 : Pierre Ier
- 1156 - 1179 : Guillaume II de Besace
- 1179 - 1193 : Pierre II
- 1193 - 1197 : Robert II
- 1197 - 1214 : Sansom

## XIIIesiècle
- 1214 - 1238 : Eudes II, dit Patience
- 1238 - 1259 : Alain II
- 1259 - 1265 : Nicolas Ier Béchage
- 1265 - 1290 : Nicolas II de Montigny
- 1290 - 1300 : Geoffroy Pigache

## XIVesiècle
- 1300 - 1316 : Richard
- 1316 - 1344 : Simon de Trévières
- 1344 - 1357 : Robert III de Rupallay
- 1357 - 1358 : Thomas de Thibouville
- 1358 - 1368 : Guillaume III d'Harcourt
- 1368 - 1389 : Robert IV
- 1389 - 1401 : Jean le Sénéchal

## XVesiècle
- 1401 - 1414 ou 1416 : Nicolas III Milon, fils de Bertrand Milon, résigne ses fonctions en 1414, mais semble encore à la tête de l'abbaye jusqu'en 1416.
- 1416 - 1428 : Guillaume IV Cavé résigne ses fonctions en 1428.
- 1428 - 1468 : Hugues de Juvigny († 1468).
- 1468 - 1483 : Guillaume V de Toustain, en conflit avec Pierre de Vierville élu par une partie des moines à la tête de l'abbaye, résigne ses fonctions vers 1485.

Période de conflits à l'abbaye. Il semble que l'abbaye a été pendant un temps privé d'abbé. Pierre de Vierville, soutenu par son frère Arthur de Vierville, baron de Creully, s'empare par la force de l'abbaye. Le conflit continue après que Charles de Martigny a été nommé abbé régulier. Il est réglé par un accord passé entre les différents parties stipulant que Charles de Martigny serait reconnu comme abbé par les frères si un de ses neveux, Pierre de Martigny, rentrait comme religieux profès à l'abbaye et si le nouvel abbé s'engageait à résigner ses fonctions après un certain temps en faveur de ce neveu qui serait élu régulièrement par les religieux.
- 1485 - 1506 : Charles de Martigny, évêque de Castres, nommé par Charles VIII contrairement au droit d'élections des religieux, résigne ses fonctions en faveur de son neveu.

## XVIesiècle
- 1506 - 1531 : Pierre de Martigny († 13 septembre 1531), dernier abbé élu par les religieux

1516 : Concordat de Bologne instaurant le régime de la commende
- 1531 - 1533 : François de Tournon
- 1533 - 1535 : Hippolyte de Médicis
- 1535 - 1577 : Alexandre Farnèse
- 1579 - 1582 : Georges de Péricard
- 1579 - 1582 : Charles d'O

## XVIIesiècle
- 1620 - 1632 : Antoine de Bourbon-Bueil, comte de Moret
- 1632 - 1653 : Alphonse-Louis du Plessis de Richelieu
- 1653 - 1661 : Jules Mazarin
- 1661 - 1664 : Charles-Paris d'Orléans, comte de Saint-Pol
- 1664 - 1668 : période de vacance, le roi prend en sa main le revenu de l'abbaye
- 1668 - 1710 : Charles-Maurice Le Tellier

## XVIIIesiècle
- 1710 - 1720 : Joseph-Emmanuel de La Trémoille
- 1720 - 1721 : François de Mailly
- 1721 - 1743 : André Hercule de Fleury
- 1745 - 1759 : Nicolas de Saulx-Tavannes
- 1759 - 1774 : Étienne-René Potier de Gesvres
- 1777 - 1790 : Arthur Richard Dillon

Dispersion des frères

## Galerie de portraits

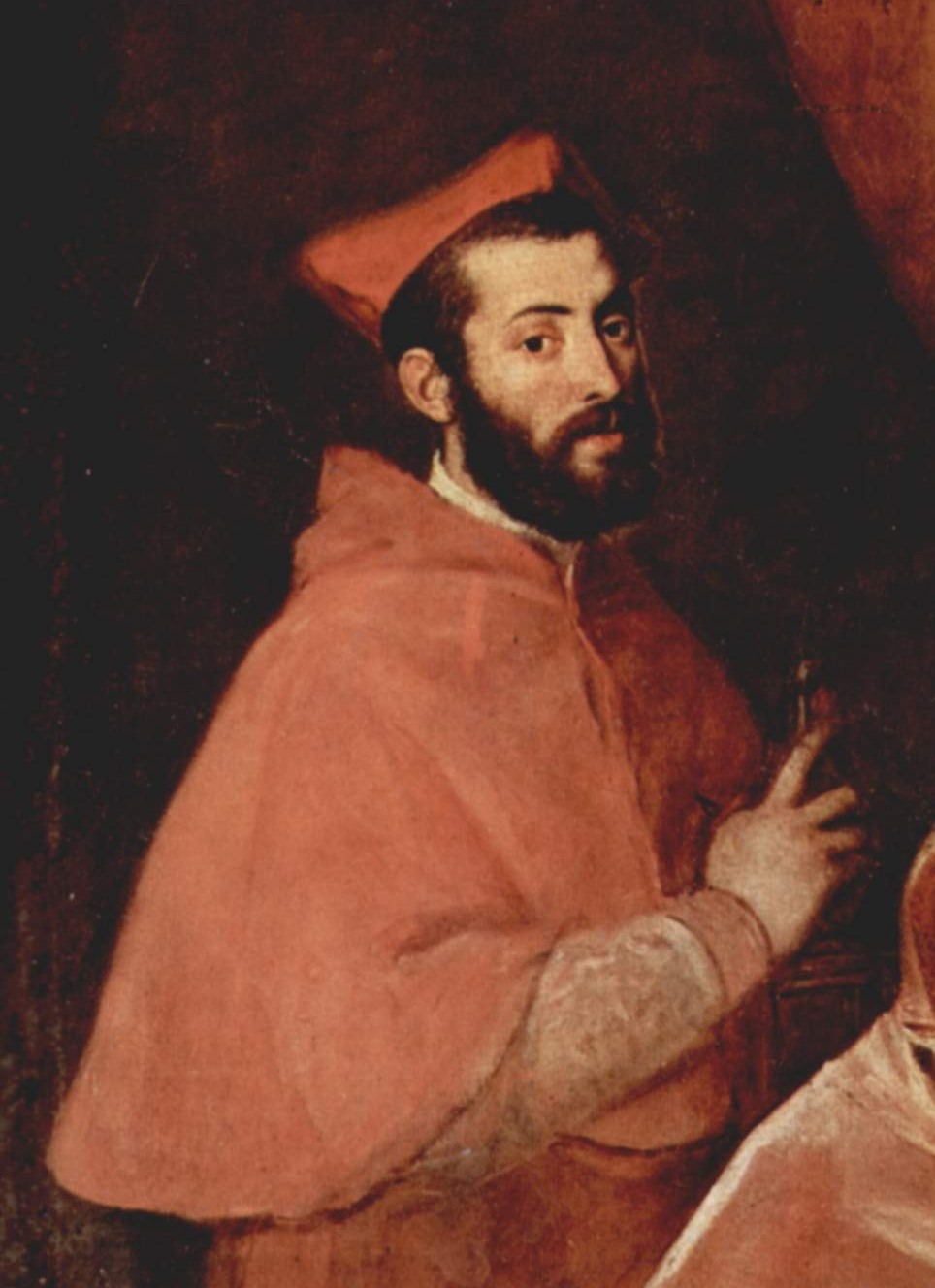
Alexandre Farnèse
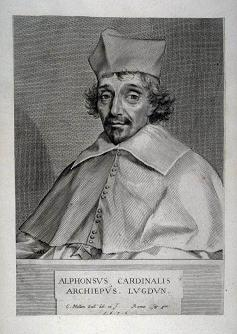
Alphonse-Louis du Plessis de Richelieu
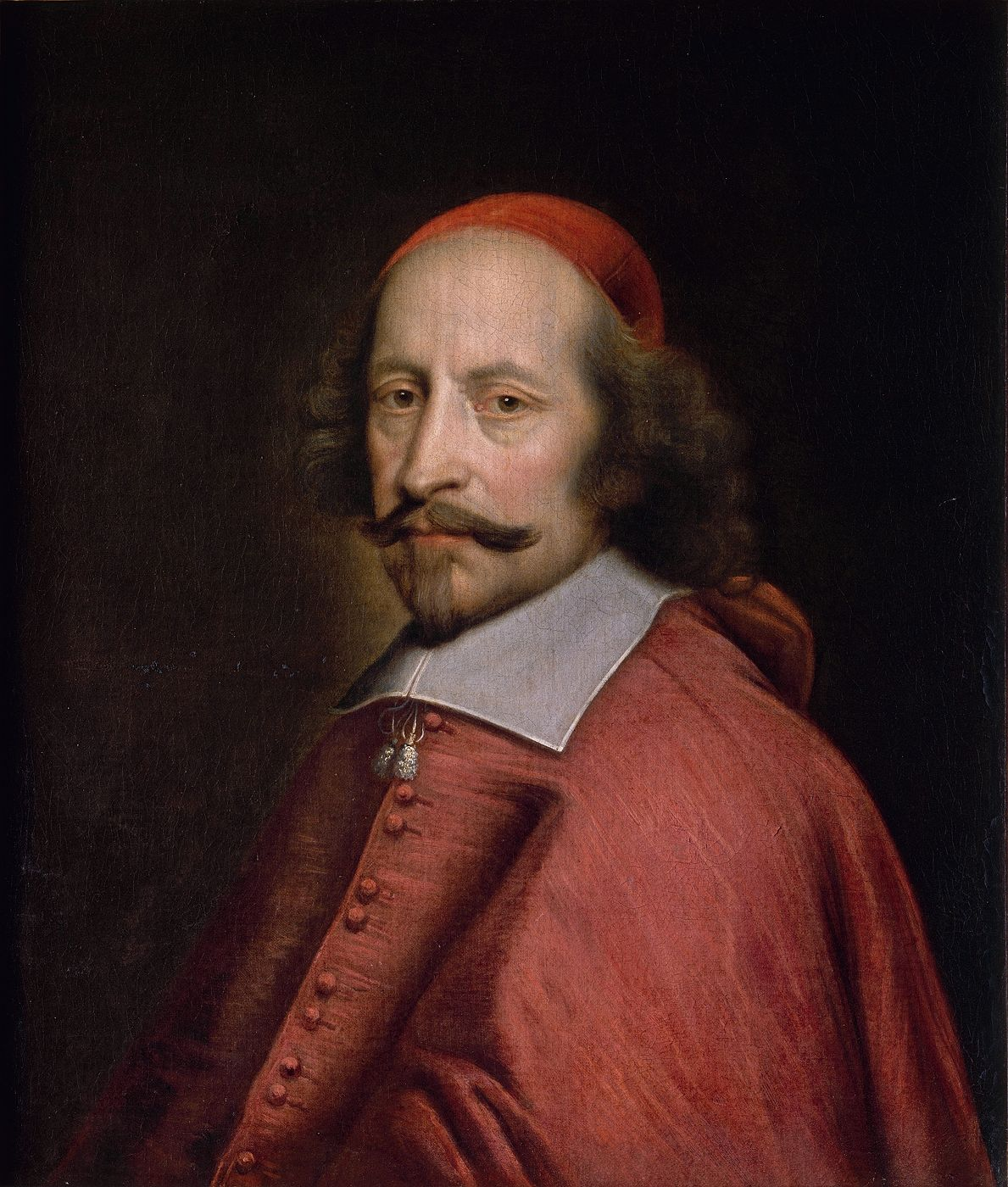
Jules Mazarin
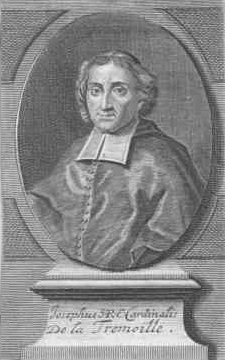
Joseph-Emmanuel de La Trémoille
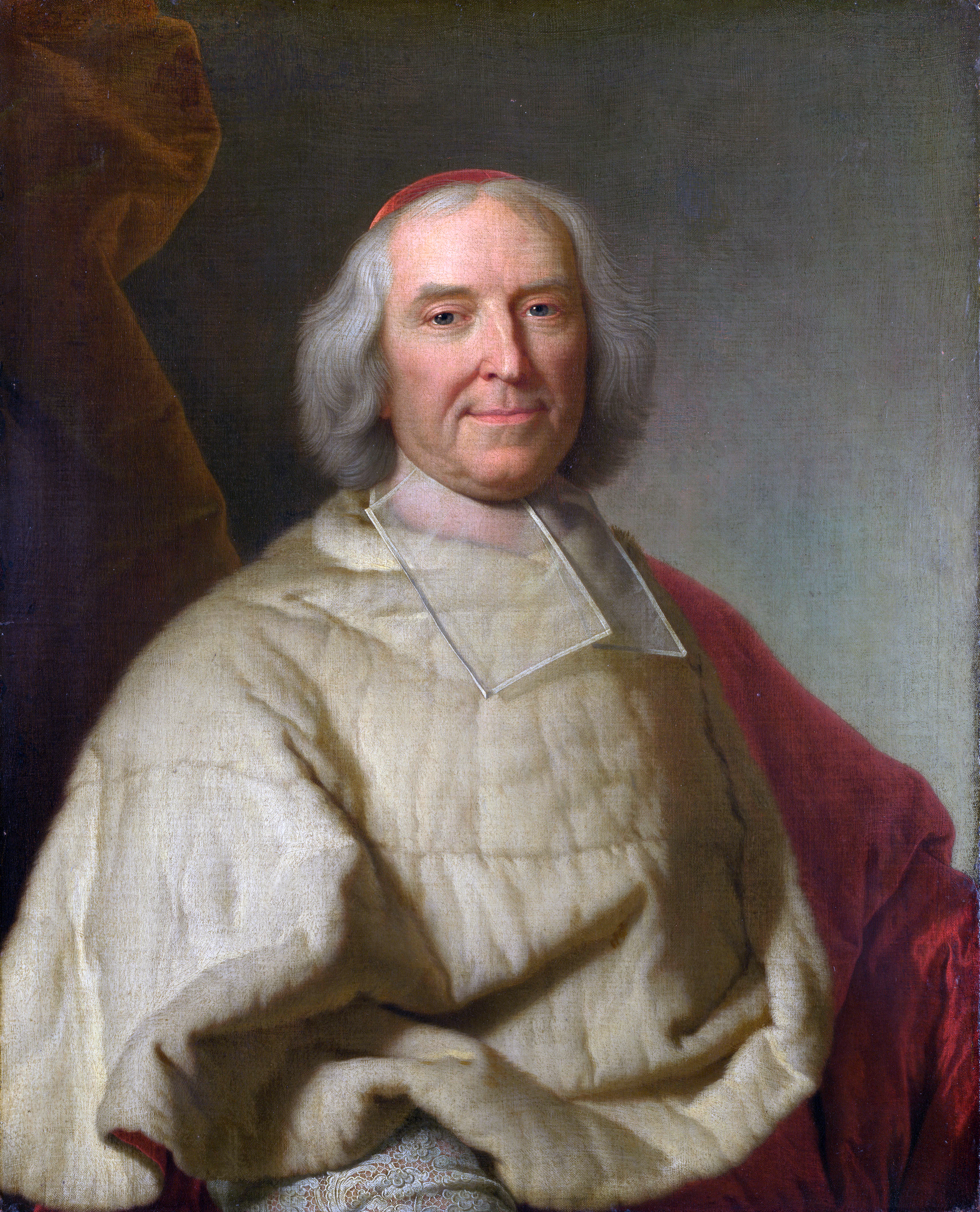
André Hercule de Fleury